# DELAG
DELAG staat voor Deutsche Luftschiffahrt Aktien Gesellschaft, het bedrijf dat Graaf von Zeppelin op 16 november 1909 oprichtte om passagiersvluchten met zeppelins uit te voeren. Het was tevens de eerste luchtvaartmaatschappij ter wereld.

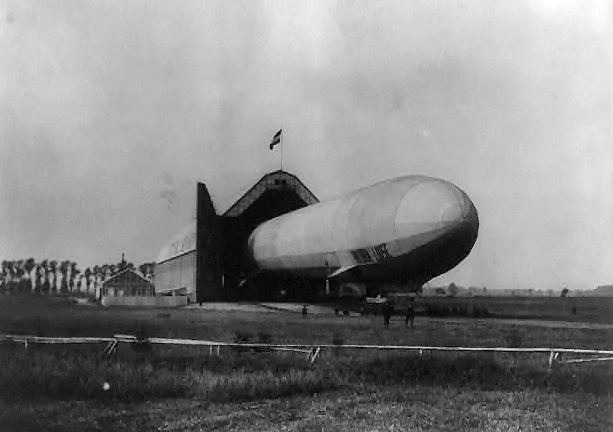
LZ11 Viktoria Louise

Het oprichtingskapitaal bedroeg 3 miljoen mark, waarvan het grootste deel door grote steden werd ingebracht, onder aanvoering van Dr. Adickes (Frankfurt am Main) en Marx (Düsseldorf). De resterende 400.000 mark waren afkomstig van de Luftschiffbau Zeppelin GmbH uit Friedrichshafen in de vorm van luchtschepen.
In 1910 werd met het luchtschip LZ7 Deutschland begonnen met het passagiersvervoer van Frankfurt naar Baden-Baden en naar Düsseldorf. Eén jaar later werd voor het eerst een steward ingevoerd op het nieuwe luchtschip LZ10 Schwaben om voor het welzijn van de passagiers te zorgen.
Al in 1913 was er een netwerk tussen Düsseldorf, Baden-Oos, Berlin-Johannisthal, Gotha, Frankfurt am Main, Hamburg, Dresden en Leipzig ontstaan. De Eerste Wereldoorlog verhinderde echter de geplande aansluiting op de Europese hoofdsteden.
Reeds in juli 1914, een maand voor het uitbreken van de Eerste Wereldoorlog, hadden de commerciële zeppelins van de DELAG in totaal 34.028 passagiers tijdens 1588 vluchten vervoerd en in 3176 vlieguren een afstand van 172 535 km overbrugd.
De luchtschepen LZ11, LZ13 en LZ17 moesten tijdens de Eerste Wereldoorlog aan het Duitse leger afgestaan worden.
Met de luchtschepen LZ120 Bodensee en LZ121 Nordstern wilde de DELAG na de Eerste Wereldoorlog vanaf 1919 de Europese steden met elkaar verbinden. LZ120 vloog reeds lijndiensten tussen Friedrichshafen en Berlijn. Beide luchtschepen moesten echter in 1921 aan de overwinnaars van de Eerste Wereldoorlog worden afgestaan: de Bodensee aan Italië, die hem omdoopte in Esperia en de Nordstern als Méditerranée aan Frankrijk.
Met de LZ127 Graf Zeppelin vloog de DELAG vanaf september 1928 met het succesvolste luchtschip dat ooit gebouwd was. Hiermee kon voor het eerst een regelmatige nonstop trans-Atlantische lijndienst worden onderhouden, lang voordat vliegtuigen hiertoe in staat waren. De Graf Zeppelin was tevens het laatste luchtschip in dienst van de DELAG.
In 1935 werd de Deutsche Zeppelin-Reederei GmbH opgericht. Deze moest met staatssteun als luchtvaartmaatschappij voor zeppelins als de LZ129 dienen.
In 2001 werd opnieuw een bedrijf onder de naam Deutsche Zeppelin-Reederei GmbH opgericht. Dit is een volledige dochteronderneming van Zeppelin Luftschifftechnik GmbH en voert vluchten met de Zeppelin NT-luchtschepen uit.

## Luchtschepen van de DELAG
Voor de Eerste Wereldoorlog:
- LZ6
- LZ7 Deutschland
- LZ8 Deutschland (vervanging voor LZ7)
- LZ10 Schwaben
- LZ11 Viktoria Luise
- LZ13 Hansa
- LZ17 Sachsen

Na de Eerste Wereldoorlog:
- LZ120 Bodensee
- LZ121 Nordstern
- LZ127 Graf Zeppelin